# توکوگاوا ساتوتاکا
توکوگاوا ساتوتاکا (انگلیسی: Tokugawa Satotaka; ۱۸ ژوئن ۱۸۶۵ – ۱۸ فوریهٔ ۱۹۴۱) سامورایی، و سیاستمدار اهل ژاپن بود. او برادر توکوگاوا ایه‌ساتو بود.